# Cadaqués Orchestra International Conducting Competition
Die Cadaqués Orchestra International Conducting Competition ist ein Musikwettbewerb für junge Dirigenten, der vom Orquestra de Cadaqués in Katalonien veranstaltet wird. Der letzte Wettbewerb fand 2017 statt. Am 30. November 2019 gab das Orquestra de Cadaqués bekannt, dass es eine Ruhe- und Besinnungsphase einlegen werde. Seitdem wurde kein weiterer Musikwettbewerb durchgeführt.

## Ziel
Ziel der Cadaqués Orchestra International Conducting Competition ist es, junge Dirigenten aus der ganzen Welt zu entdecken, zu fördern und zu entwickeln.

## Organisation
Der Wettbewerb, der vom Orquestra de Cadaqués organisiert wird, findet seit 1992 im Wesentlichen alle zwei Jahre statt. Am Wettbewerb können Dirigenten aller Nationalitäten teilnehmen, sofern sie unter 36 Jahre alt sind. Jeder Wettbewerbsteilnehmer muss fünf Qualifikationsrunden durchlaufen, in denen er das Kammerensemble des Cadaqués Orchestra oder das Cadaqués Orchestra dirigiert. Jede Qualifikationsrunde hat unterschiedliche Themenschwerpunkte: Dirigiert werden müssen Werke der Kammermusik, ein Werk für Streichorchester, ein Werk mit einem Solisten sowie zeitgenössische und symphonische Werke. Das Wettbewerbsrepertoire kombiniert berühmte Orchesterwerke mit weniger bekannten Stücken aus dem spanischen Repertoire. Darunter unveröffentlichte oder wiederhergestellte historische Musik, die trotz ihrer Qualität vergessen oder seit ihrer Premiere nicht mehr aufgeführt wurde. Bei einem der Werke des Wettbewerbes handelt es sich um ein neues, speziell für den Wettbewerb in Auftrag gegebenes und uraufgeführtes Musikstück.

## Gastkomponisten
Bis heute waren folgende Gastkomponisten für den Wettbewerb tätig: Héctor Parra, Ramón Lazkano, Jesús Torres, Jesús Rueda, Xavier Montsalvatge, Cristóbal Halffter, Luis de Pablo, Joan Guinjoan, Leonardo Balada, David del Puerto und José María Sánchez Verdú. Der Auftragskomponist für den 12. Wettbewerb war Gabriel Erkoreka, der hierfür das Werk „Tramuntana“ geschrieben hat.

## Wettbewerbsjury
In der Jury des Wettbewerbes sitzen international renommierte Dirigenten. Gennady Rozhdestvensky und Sir Neville Marriner wechselten sich bis zum 11. Wettbewerb als Präsidenten der internationalen Jury ab. Lutz Köhler, Philippe Entremont, Jorma Panula, Alexander Rahbari, Adrian Leaper und Gianandrea Noseda waren bereits Jurymitglieder. Mit zwei Stimmen ist das Orquestra de Cadaqués in der Jury vertreten.
Beim 12. Wettbewerb 2017 war Jury Gianandrea Noseda der Vorsitzende der Jury, zu diesem Zeitpunkt Chefdirigent des Cadaqués Orchestra. Weitere Jurymitglieder waren: Annette Mangold (Berliner Philharmoniker), Nicholas Kenyon (Barbican Centre), Lutz Köhler (Orchesterdirigent), Jaime Martín (Chefdirigent des Cadaqués Orchestra), Jun-ichi Nihei (Präsident COO Japan Arts Corporation) und das Cadaqués Orchestra selbst.

## Erster Preis
Der Sieger der Cadaqués Orchestra International Conducting Competition erhält, neben einem Geldpreis, die Möglichkeit über drei Jahre hinweg mindestens zwanzig verschiedene Orchester zu dirigieren. Dazu gehören zwanzig spanische Orchester, die regelmäßig mit dem Wettbewerb zusammen arbeiten, darunter das Bilbao Symphony Orchestra, Radio Sinfonie Orchester Spanien, Spanish National Orchestra und das Barcelona Symphony und Catalonia National Orchestra. Dazu gehören auch andere renommierte Ensembles aus dem Ausland, wie das Wiener Kammerorchester, das Royal Philharmonic of Flanders, das BBC Philharmonic in Manchester, das Orchestre National de Lille, das Gävle Symphonieorkester, das Danish National Symphony Orchester und das Royal Liverpool Philharmonic.

## Gewinner

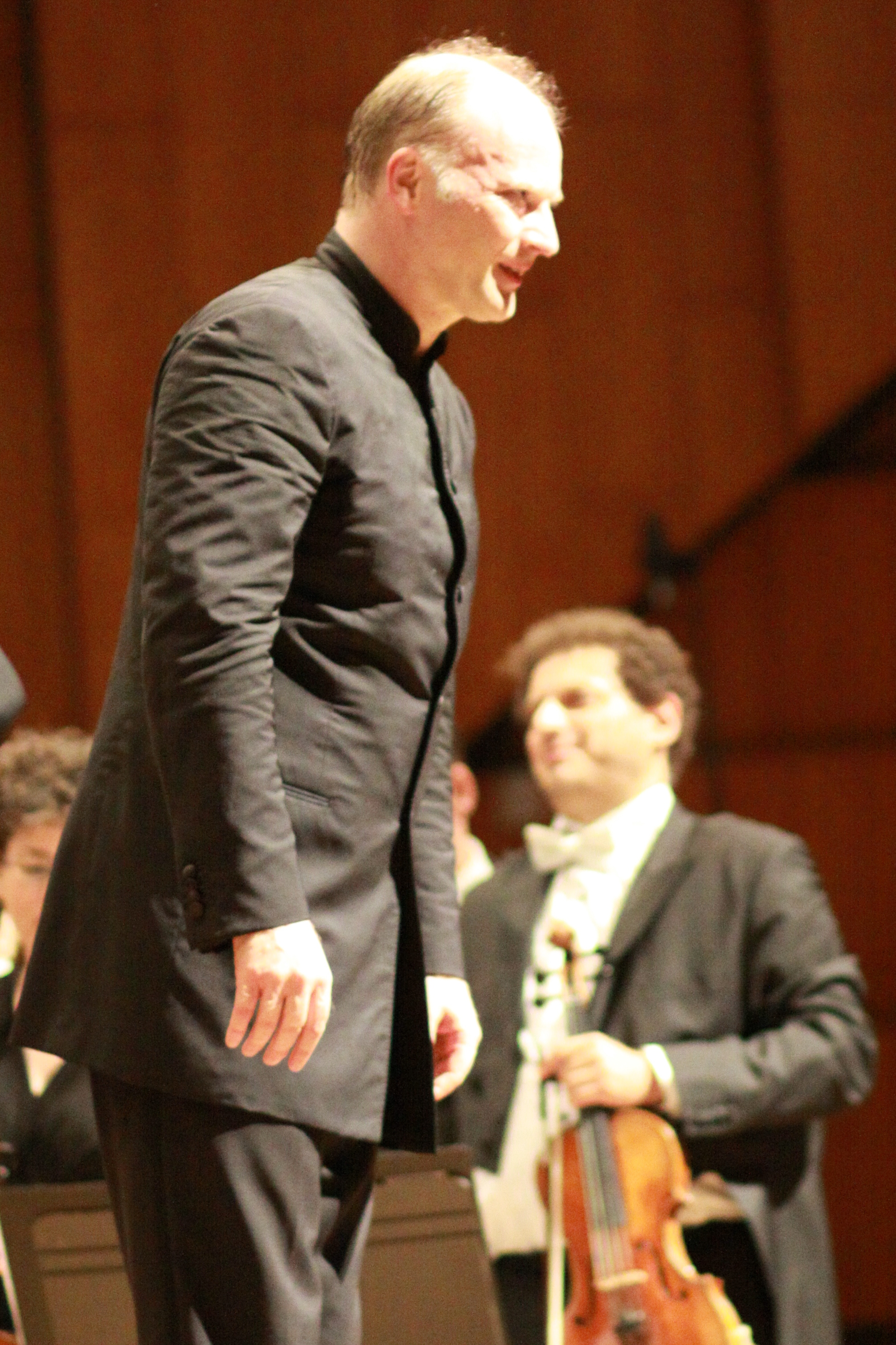
1. Preisträger 1994: Gianandrea Noseda

- 1. Wettbewerb 1992: Erster Preis: Charles Peebles; Zweiter Preis: Alejandro Posadas
- 2. Wettbewerb 1994: Erster Preis: Gianandrea Noseda; Zweiter Preis: Christopher Gayford
- 3. Wettbewerb 1996: Erster Preis: Achim Fiedler; Zweiter Preis: Zsolt Hamar
- 4. Wettbewerb 1998: Erster Preis: Gloria Isabel Ramos; Zweiter Preis: nicht vergeben
- 5. Wettbewerb 2000: Erster Preis: nicht vergeben; Zweiter Preis: Christoph Müller
- 6. Wettbewerb 2002 Erster Preis: Vasily Petrenko; Zweiter Preis: Jonathan Pasternack
- 7. Wettbewerb 2004: Erster Preis: nicht vergeben; Zweiter Preis: Hans Leenders
- 8. Wettbewerb 2006: Erster Preis: Pablo González; Zweiter Preis: Justin Doyle
- 9. Wettbewerb 2008: Erster Preis: Michal Nestorowicz; Zweiter Preis: Daniele Rustioni
- 10. Wettbewerb 2010: Erster Preis: Andrew Gourlay; Zweiter Preis: Domingo Garcia Hindoyan
- 11. Wettbewerb 2013: Erster Preis: Lorenzo Viotti; Zweiter Preis: Vlad Vizireanu
- 12. Wettbewerb 2017: Erster Preis: Nuno Coelho. Zweiter Preis: Felix Mildenberger